# Vitalij Ščerbo
Vitalij Venediktovič Ščerbo, bělorusky Віталь Венядзіктавіч Шчэрба (* 13. leden 1972, Minsk) je bývalý běloruský sportovní gymnasta, jeden z nejúspěšnějších gymnastů historie. Má šest zlatých olympijských medailí a 12 zlatých medailí z mistrovství světa. Všechny zlaté medaile získal na jediných hrách - v Barceloně 1992, kde tak vyhrál 6 z 8 mužských gymnastických soutěží (kruhy, kůň na šíř, přeskok, bradla, víceboj, soutěž družstev). Jen plavci Michael Phelps a Mark Spitz dokázali získat více zlatých medailí na jedněch olympijských hrách. Čtyři medaile, všechny bronzové, pak přivezl i z olympijských her v Atlantě roku 1996 (hrazda, přeskok, bradla, víceboj). Byl výjimečný svou všestranností - je jediným gymnastou v historii, kterému se na mistrovství světa podařilo získat zlatou medaili ve všech osmi soutěžních kategoriích. Celková jeho bilance z mistrovství světa je 12 zlatých, 7 stříbrných a 4 bronzové medaile.
V roce 2017 jej obvinila ukrajinská gymnastka Taťjana Gucuová ze znásilnění.